# Carl De Geer (1747–1805)
Carl De Geer (ur. 1747, zm. 1805) – polityk szwedzki. Od 1762 w gwardii przybocznej. 

## Życiorys
Jego ojcem był entomolog pochodzenia holenderskiego Charles De Geer (1720-1778). Początkowo jako polityk popiera zamach jaki przeprowadził Gustaw III, od 1786 roku przechodzi jednak do opozycji (tak jak Axel von Fersen, ważny polityk, z którym powiązany był brat Carla Emanuel de Geer (1748-1803)).
Jego pierwsza żoną została (1770) Ulrika Elisabet von Liewen, drugą w 1777 Eleonora Wilhelmina von Höpken (jej ojcem był szanowany polityk Anders Johan von Höpken). Jego synem był Carl De Geer, Lantmarskalk parlamentu szwedzkiego (1823, 1828-1830).